# Rissani
Rissani is een stad in het zuiden van Marokko. Moulay Ali Cherif, de stichter van de dynastie der Alaouiten, is er begraven. 
Rissani is de laatste stad voor de woestijn. Veel toeristen trekken hiervandaan de woestijn in. Velen gaan naar Merzouga, een dorp op ongeveer 35 kilometer van Rissani.

## Geboren
- Moulay Ali Cherif (1589), stichter van de Alaouidynastie
- Ismail van Marokko (1645-1727), tweede sultan van Marokko uit de dynastie der Alaoui

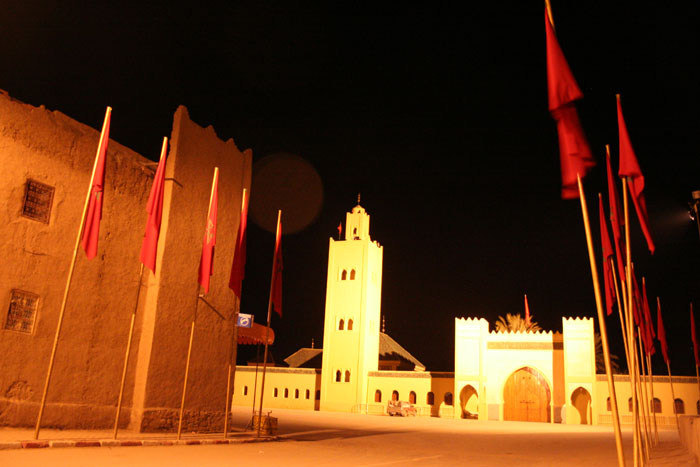
Mausoleum van Moulay Ali Cherif